# Quận New London, Connecticut
New London là một quận nằm ở góc đông nam của tiểu bang Connecticut, Hoa Kỳ. Đến năm 2000 dân số quận là 259.088.
Với tổng diện tích 772 dặm vuông, quận New London có kích thước bằng một nửa tiểu bang lân cận của Rhode Island. 
Theo điều tra dân [7] năm 2000, quận đã có 259.088 người, 99.835 hộ, và 67.188 gia đình sống trong quận. Mật độ dân số là 389 người trên một dặm vuông (150/km ²). Quận có 110.674 đơn vị nhà ở với mật độ trung bình là 166 dặm vuông (64/km ²). Thành phần chủng tộc của quận gồm 87,00% người da trắng, 5,29% người da đen hay Mỹ gốc Phi, 0,96% người Mỹ bản xứ, 1,96% người châu Á, 0,06% người đảo Thái Bình Dương, 2,05% từ các chủng tộc khác, và 2,68% từ hai hoặc nhiều chủng tộc. 5,11% dân số là người Hispanic hay Latino thuộc chủng tộc nào. 13,8% là gốc Ailen, tổ tiên người Pháp 12,7% là gốc Ý, gốc Anh chiếm 10,8%, 7,9% người Đức, gốc Ba Lan 7,1% và 6,4% theo điều tra dân số năm 2000. 90,1% nói tiếng Anh, tiếng Tây Ban Nha chiếm 4,5% và 1,1% tiếng Pháp là ngôn ngữ đầu tiên của dân cư quận.
Có 99.835 hộ, trong đó 32,40% có trẻ em dưới 18 tuổi sống chung với họ, 52,50% là các cặp vợ chồng sống với nhau, 11,00% có chủ hộ là nữ không có mặt chồng, và 32,70% là không lập gia đình. 26,40% của tất cả các hộ gia đình đã được tạo thành từ các cá nhân và 9,50% có người sống một mình có độ tuổi từ 65 tuổi trở lên. Bình quân mỗi hộ là 2,48 và cỡ gia đình trung bình là 3,00. 
Thu nhập trung bình cho một hộ gia đình trong quận đã được 50.646 USD, và thu nhập trung bình cho một gia đình là 59,857 USD. Nam giới có thu nhập trung bình 41.292 USD so với 30.525 USD cho phái nữ. Thu nhập trên đầu cho các quận được 24,678 USD. Giới 4,50% gia đình và 6,40% dân số sống dưới mức nghèo khổ, trong đó có 7,80% của những người dưới 18 tuổi và 6,60% có độ tuổi từ 65 trở lên. 